# Marcelino Bernal
Marcelino Bernal Pérez (Tepic, 27 de maio de 1962) é um ex-futebolista mexicano. atuava como meio-campista.

## Carreira
Se destacou por Puebla e Toluca. Jogou também por Cruz Azul, Monterrey e Pachuca.
Bernal, que jogou também pela Seleção Mexicana por dez anos, deixou os gramados em 2002, jogando pelo UNAM Pumas.

## Famoso por destruir uma trave
Bernal, que disputou duas Copas (1994 e 1998) ficou conhecido mundialmente na primeira, e não foi por causa de um gol, mas sim por um lance bizarro.
Após uma cobrança de escanteio a favor da Bulgária, o meia subiu para tirar a bola, e consegue. Mas ele se desequilibrou, parou dentro do gol, se enroscou na rede e caiu no gramado, destruindo a trave. Com o jogo interrompido para a troca da baliza, Bernal teve tempo para se levantar e o estrago foi resolvido.